# Jackass: Кретените 3D
„Jackass: Кретените 3D“ (на английски: Jackass 3D/Jackass 3) е американска реалити комедия от 2010 година на режисьора Джеф Тримейн. Продължение е на „Jackass: Кретените 2“ (2006) и е третата част във филмовата поредица „Jackass“. Във филма участват Джони Ноксвил, Бам Марджера, Райън Дън и Стийв-О. Това е последния филм с участието на Дън преди смъртта му през 2011 г. и напускането на Марджера през 2021 г. Това е също последният филм на поредицата, който включва специалното участие на Рип Тейлър, който почина през октомври 2019 г.

## Актьорски състав
Целият актьорски състав от предишните филми се завръщат за третия филм с изключение на Брандън Ди Камило и Рааб Химселф.
- Джони Ноксвил
- Бам Марджера
- Райън Дън
- Стийв-О
- Джейсън Акуня
- Престън Лейси
- Крис Понтиус
- Ерхен МакГехей
- Дейв Инглънд